# Calamagrostis scabrescens
Calamagrostis scabrescens är en gräsart som beskrevs av August Heinrich Rudolf Grisebach. Calamagrostis scabrescens ingår i släktet rör, och familjen gräs. Inga underarter finns listade i Catalogue of Life.